# Miss Espírito Santo BE Emotion 2018
Miss Espírito Santo BE Emotion 2018 foi a 61ª edição do tradicional concurso de beleza feminino de Miss Espírito Santo BE Emotion, válido para a disputa de Miss Brasil BE Emotion 2018, único caminho para o Miss Universo. A consagração da vitória da representante de Marechal Floriano, Sabrina Stock, ocorreu no Hotel Sheraton dia 11 de abril de 2018 com a direção da empresária Nabila Furtado. Stepany Pim, Miss Espírito Santo BE Emotion 2017 e terceira colocada no Miss Brasil BE Emotion 2017, esteve presente para coroar sua sucessora, sob a apresentação da jornalista Viviane Anselmé as músicas do violinista Sérgio Pavese.

## Resultados

### Colocações
| Posição   | Município & Candidata                  |
| --------- | -------------------------------------- |
| Vencedora | - Marechal Floriano - Sabrina Stock    |
| 2º. Lugar | - São Domingos do Norte - Maiele Alves |
| 3º. Lugar | - Vila Velha - Samilly Kiepper         |
| 4º. Lugar | - Domingos Martins - Bianca Ferrari    |
| 5º. Lugar | - Guarapari - Thaís Bremenkamp         |

### Prêmios especiais
O concurso distribuiu somente um prêmio este ano:
| Prêmio           | Município & Candidata      |
| ---------------- | -------------------------- |
| Miss Rede Social | - Colatina - Karol Gatti 1 |

1 Escolhida pela digital influencer Ana Clara Benevides.

## Candidatas
Disputaram o título este ano: 
- Cariacica - Bianca Alves
- Colatina - Karol Gatti
- Guarapari - Thaís Bremenkamp
- Domingos Martins - Bianca Ferrari
- Linhares - Isabela Aurich
- Marataízes - Sara Conceição
- Marechal Floriano - Sabrina Stock
- Santa Teresa - Hemanuely Nascimento
- São Domingos do Norte - Maiele Alves
- São Mateus - Beatriz Guisso
- Serra - Heloísa Guerra
- Vila Velha - Samilly Kiepper
- Vitória - Francyelle Silva